# Aristostomias scintillans
Aristostomias scintillans és una espècie de peix de la família dels estòmids i de l'ordre dels estomiformes.

## Morfologia
- Els mascles poden assolir 23 cm de longitud total.[4][5]

## Reproducció
És ovípar amb larves i ous planctònics.

## Alimentació
Menja crustacis.

## Hàbitat
És un peix marí i d'aigües profundes que viu entre 0-1.219 m de fondària.

## Distribució geogràfica
Es troba al Pacífic oriental (des del Mar de Bering i el sud de la Colúmbia Britànica fins a la Baixa Califòrnia -Mèxic-).